# Terefe Mekonnen
Terefe Mekonnen (* 1964 in Debre Berhan, Äthiopien) ist ein ehemaliger äthiopisch-österreichischer Langstreckenläufer, der heute in der Steiermark als Lauftrainer in Erscheinung tritt.

## Karriere
Terefe Mekonnen wurde im Jahre 1964 in der Stadt Debre Berhan in Äthiopien geboren und begann noch während seiner Schulzeit mit dem Handballspielen. Durch seinen Trainer wurde er aufgrund seiner Schnelligkeit ermutigt, zum Laufsport zu wechseln. Anfangs nahm er an den 5.000- und 10.000-Meter-Disziplinen teil und versuchte sich ab dem Jahre 1986 auch als Marathonläufer. 1983 nahm er bei den Crosslauf-Weltmeisterschaften in Gateshead, England, im Juniorenlauf teil. Im Jahre 1992 wurde er vom Veranstalter des Wiener Frühlingsmarathons eingeladen, an ebendiesem teilzunehmen. Mit dem Ziel, seine persönliche Bestzeit zu verbessern, erreichte Mekonnen am Ende den sechsten Platz.
In weiterer Folge entschloss sich der Äthiopier, in Österreich zu bleiben. Aufgrund der Unabhängigkeit Eritreas von Äthiopien im Jahre 1993 hatte er als ausgebildeter Marineoffizier ohne Anbindung zum Meer keine Berufsmöglichkeiten mehr für sich gesehen. Deshalb verließ er den äthiopischen Nationalkader und konnte in den Jahren 1992 und 1993 mit österreichischer Unterstützung einige Erfolge feiern. So belegte er beim Chicago-Marathon 1992 den siebenten Platz, wurde Vierter beim Duisburg-Marathon 1992, erreichte mit dem zweiten Platz das Podium beim Austin-Marathon 1993 und beim Halbmarathon von Dallas 1993. Den Wiener Frühlingsmarathon schloss er im selben Jahr auf dem zehnten Rang ab. Auch in den Jahren danach erreichte er einige Erfolge und wurde unter anderem 1996 in Salzburg-Itzling Österreichischer Staatsmeister über 10.000 Meter und stellte 1997 einen neuen Weltrekord in der 24-Stunden-Lauf-Staffel auf.
Im Jahre 1996 nahm Mekonnen, der bereits seit einigen Jahren in Weiz lebte, nachdem er davor in Kapfenberg wohnhaft gewesen war, eigentlich nur als Tempomacher für die favorisierten tansanischen Läufer am Graz-Marathon teil. Nachdem der für den ersten Platz favorisierte Läufer jedoch weit zurückgefallen war, wollte Mekonnen seinen Lauf bereits frühzeitig beenden, wurde aber vom Rennleiter aufgefordert, weiterzulaufen. Als Repräsentant der in Weiz ansässigen Ponigl Road Runners wurde er beim Lauf am 13. Oktober 1996 mit einer Zeit von 2:22:15 Stunden überraschend Erster. Nur wenige Wochen später erreichte er beim Laufcup seines Heimatbezirks Weiz in der Altersklasse M 30 den ersten Platz. Für seine Leistungen wurde er bei der Verleihung der Styria Sport Awards im nachfolgenden Jahr als „Sportler des Jahres“ ausgezeichnet. Auch in den Jahren danach fuhr der gebürtige Äthiopier, der bald darauf nach Graz zog und im Jahre 1997 die österreichische Staatsbürgerschaft erhielt, noch einige Erfolge ein, ehe er sich Anfang der 2000er Jahre weitgehend aus dem aktiven Laufsport zurückzog.
Heute (Stand: 2019) tritt der in Graz-Liebenau wohnhafte Mekonnen vor allem als Lauftrainer in Erscheinung. Diese Tätigkeit hatte er bereits während seiner aktiven Karriere mit Unterstützung von Freunden und Bekannten begonnen. Als Jugend- und Erwachsenentrainer ist er heute unter anderem beim LTC Deutschlandsberg aktiv und trainiert mitunter auch bei der Caritas Österreich die Teilnehmer des Projekts SIQ (Sport – Integration – Qualifikation), bietet aber auch individuelles Einzeltraining für Athleten an. Noch heute hat Mekonnen Kontakt zu vielen ehemaligen äthiopischen Läufern wie Haile Gebrselassie, den er durch dessen Bruder Tekeye, der mit ihm zusammen bei der Marine und im selben Laufverein war, kennenlernte, oder Haji Adilo.

## Persönliche Bestzeiten (Auswahl)
- 5-Kilometer-Straßenlauf: 14:08 Minuten
- 10-Kilometer-Straßenlauf: 29:28 Minuten
- 5000-Meter-Lauf: 13:45 Minuten
- 10.000-Meter-Lauf: 28:35 Minuten
- Halbmarathon: 1:03:48 Stunden